# Attentatet mot Norrskensflamman
Attentatet mot Norrskensflamman var ett attentat mot den kommunistiska tidningen Norrskensflammans (senare Flamman) redaktion i Luleå, natten till den 3 mars 1940. Attentatet var ett av flera politiska terrordåd som utfördes i Sverige under 1900-talet. Fem människor dödades, varav två barn, och ytterligare fem personer skadades. Tidningshuset ödelades helt. En månad senare häktades Luleås stadsfiskal, fyra officerare, en värnpliktig samt en journalist från den konkurrerande högertidningen Norrbottens-Kuriren för attentatet.
Ett minnesmärke har satts upp i Luleå på den plats där tidningshuset låg.

## Politisk bakgrund
Finska vinterkriget pågick och i Sverige fanns många som agerade för ett svenskt deltagande på finländsk sida mot Sovjetunionen. Finlands sak är vår var ett starkt slagord. Antikommunismen var stark och flera borgerliga politiker och antikommunister framställde kommunisterna som presumtiva landsförrädare, då många kommunister tog ställning för Sovjetunionen och mot Finland, vilket också Norrskensflamman gjorde. Norrskensflamman tog även ställning för Nazityskland tack vare landets allians med Sovjetunionen genom Molotov-Ribbentrop-pakten. Istället var Norrskensflammans linje att det var England och Frankrike som var skyldiga till andra världskrigets utbrott.  På olika sätt försökte man stoppa spridningen av kommunistiska tidningar; några ville få stopp på utgivningen av Norrskensflamman, vilket bland annat argumenterades för i Sveriges riksdag.
Omkring månadsskiftet januari-februari 1940 organiserades en informell sexmannakommitté, med företrädare för olika delar av press och samhällsliv, för bekämpande av kommunismen i Norrbotten. Några av de blivande attentatsmännen ingick i dessa kretsar. Flera i kommittén var också engagerade i länets frivilligrörelse för Finland. Frivilligrörelsen i Norrbotten erhöll i sin tur finansiellt stöd från ledande personer inom Finlandsrörelsen på nationell nivå, bland andra Skansenchefen Andreas Lindblom och Paul Wretlind, ordförande för Folkpartiets Stockholmsavdelning. Efter vad som framkom i den senare rättsprocessen deltog Lindblom och Wretlind i diskussioner om att om möjligt stoppa Norrskensflamman, exempelvis genom att dra in pappersleveranser eller erbjuda tidningens tekniska personal anställning vid andra tidningar. När frågan om attentat väcktes tog däremot Lindblom och Wretlind avstånd från detta, enligt ett vittne vid rättegången.

## Händelseförloppet
På natten den 3 mars 1940 tog sig fem män in på Norrskensflammans tryckeri med hjälp av en nyckel som beslagtagits under en polisrazzia, och apterade en sprängladdning i tryckpressen. En våldsam brand bröt ut. Klockan 03.17 ringde en person till brandkåren och slog larm. Trots att brandkåren var på plats inom några minuter gick huset, som redan var övertänt, inte att rädda. Från tredje våningen hördes rop på hjälp. Brandkåren kunde inte hjälpa de instängda eftersom deras stege fattade eld. "Med sammanknutna lakan kunde dock de nödställda, fru Vivianne Åström och hennes två söner i 18-årsåldern, bageriarbetaren T Häll och redaktör Filip Forsberg fira sig ner till marken," skrev Norrländska Socialdemokraten. Sprängningen utfördes med trotylladdning, pentylstubin och krutstubin.
Den 3 mars 1940 står att läsa om mordbranden:
| ” | Tryckeriaktiebolaget Norrskenets fastighet vid Kungsgatan nedbrann natten till i dag, och eldsvådan har efter allt att döma krävt fem människoliv. I fastigheten inrymdes även kommunisttidningen Norrskensflammans redaktion och tryckeri samt bostäder. Elden tros vara anlagd av nationalsocialistiska element. | „ |

De fem personer som bodde på andra våningen omkom. Det var Svea Granberg, 34 år (vars make Valdemar Granberg då satt internerad i Storsien), 12-årige sonen Torgny, Norrskensflammans ekonomichef Artur Hellberg, 37 år, hans fru Alice, 34 år och deras 8-åriga dotter Maj.

### Reaktioner på attentatet
Högertidningen Nya Dagligt Allehanda misstänkte att det var kommunisterna själva som anlagt branden och kallade det hela för "osmaklig kommunistpropaganda". Högertidningen Norrbottens-Kuriren menade att "ingenting ger stöd åt misstankarna om attentat" och att det bara handlar om "bizarra rykten". Social-Demokraten skrev "Terrororganet Ny Dag spelar upp sig till moralisk oskuld". Pressen tog heller inte in dödsannonser om de avlidna.
Begravningståget fick inte ta den vanliga vägen längs Kungsgatan.

## Utredningen
Statspolisen utredde attentatet och man kom fram till att branden var anlagd. I april häktas fem män som erkände att de medverkat i attentatet. Det var tre officerare, fänrikarna Hans Borgström, Gösta Krendel och Thorsten Norström, alla vid Ing 3, samt journalisten vid Norrbottens-Kuriren Gunnar Hedenström och en menig soldat, Jim Palmqvist. Några dagar senare inträffade det sensationella att Luleås stadsfiskal Ebbe Hallberg och kapten Uno Svanbom vid I 19 häktades för att ha deltagit i planeringen av attentatet.
I rättegången som följde behandlades aldrig det faktum att fem personer dött. De skyldiga åtalades inte för mordbrand utan för skadegörelse på annans egendom. De skulle ersätta försäkringsbolaget samt utge en mindre summa pengar till tidningsföreningen Norrskenet för driftstoppet. Mamman till Arthur Hellberg, en av dem som dog i attentatet, försökte få skadestånd för att hennes son dött, men tillbakavisades av rättens ordförande med hänvisning till att hon "inte var behörig" att komma med några krav. Under rättegången framkom det att en generalrepetition inför attentatet gjorts i Norrbottens-Kurirens tryckeri.
Rådhusrättens domar överklagades. I hovrätten dömdes Borgström, Krendel och Nordström till sex års straffarbete och Palmqvist till två år, medan kapten Svanbom, journalisten Hedenström och stadsfiskal Hallberg, de tre som planlagt attentatet, dömdes till sju års straffarbete. Hallberg dog kort därefter på Långholmen. Fänrikarna benådades av samlingsregeringen i juni 1944, Svanbom och Hedenström i maj 1945.

## Eftermäle

### Minnesmärket i Luleå
På Kungsgatan i Luleå finns ett monument som hedrar de döda, kallat "Flammanmonumentet", och 3 mars 2010 hölls där en minnesstund på 70-årsdagen av attentatet. På minnesmärket står det att läsa: Till minne av de fem offren för attentatet mot tidningen Norrskensflamman den 3 mars 1940.

### Dramatiserade skildringar
- Carlsson, Lars (2008). Danko & Flamman / Lars G. Carlsson. Luleå: Black Island Books. Libris 11123439. ISBN 978-91-86115-01-2
- Ljungberg, Ann-Marie (2009). Mörker, stanna hos mig. Stockholm: Alfabeta. Libris 11217835. ISBN 9789150111002
- Nyberg, Steve (2016). ”Innan det är för sent : en seriedramatisering av attentatet mot Norrskensflamman”. Trygga lilla Sverige. Stockholm: Galago. Libris 18545864. ISBN 9789170379017
- Teaterpjäsen Tidningsdöden av Ung Scen Norr utgår från attentatet mot Norrskensflamman.[7]